# 벵츠포르스시

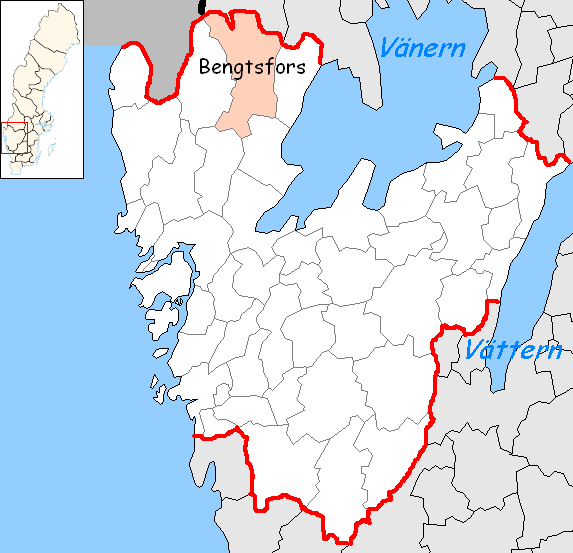
벵츠포르스 시의 위치

벵츠포르스시(스웨덴어: Bengtsfors kommun)는 스웨덴 베스트라예탈란드주에 위치한 지방 자치체로 행정 중심지는 벵츠포르스이며 면적은 1,059.19km2, 인구는 9,940명(2016년 12월 31일 기준), 인구 밀도는 9.4명/km2이다.

시 문장